# Liste der Monuments historiques in Villers-en-Arthies
Die Liste der Monuments historiques in Villers-en-Arthies führt die Monuments historiques in der französischen Gemeinde Villers-en-Arthies auf.

## Liste der Bauwerke
| Bezeichnung      | Beschreibung | Standort | Kennzeichnung | Schutzstatus | Datum | Bild           |
| ---------------- | ------------ | -------- | ------------- | ------------ | ----- | -------------- |
| Schloss          |              | (Lage)   | PA00080232    | Inscrit      | 1945  |                |
| Kirche St-Martin |              | (Lage)   | PA00080233    | Inscrit      | 1939  | weitere Bilder |

## Liste der Objekte
- Monuments historiques (Objekte) in Villers-en-Arthies in der Base Palissy des französischen Kultusministeriums